# 大野俊亮
大野 俊亮（おおの しゅんすけ、1983年12月1日 - ）は、日本の元俳優。宝映テレビプロダクションに所属していた。新潟県出身。
身長181cm。体重75kg。特技はヒップホップダンス、バスケットボール、殺陣。キネスティックセラピーアドバイズドセラピストの資格を持つ。

## 出演作品

### テレビドラマ
- やぐちひとり 携帯ムービー編 (2004年、EX)
- ウルトラマンネクサス 第19話「要撃戦 - クロスフェーズ・トラップ-」（2005年、CBC） - 大学生
- 鬼嫁日記 (2005年、KTV)
- 東京DOGS (2009年、CX) - 棚島の仲間
- NHK大河ドラマ (NHK)
  - 江〜姫たちの戦国〜 総集編 (2011年) - 豊臣家近習
  - 平清盛 (2012年)
- 刑事吉永誠一 涙の事件簿11 赤い遺産 (2013年、TX)

### その他のテレビ番組
- 踊る!さんま御殿!!（日本テレビ）
- 世紀のワイドショー!ザ・今夜はヒストリー（TBS） - 新田義貞

### 映画
- I am 日本人（2006年、ギャガ）
- スケバン刑事 コードネーム=麻宮サキ（2007年、東映）
- クローズZERO II（2009年、東宝）

### 舞台
- 黒蜥蜴（2013年）
- アイーダ
- カルメン
- 気分はスウィートルーム
- コンソール ボーイズアンドガールズ
- タンホイザー
- DEAD LINE
- トウキョウラヂヲ
- 夏色グラフティー
- バラしていこう!?
- ヴェニスの商人
- 魔界Dance Show
- 湯けむり温泉 桜の宿
- らん

### CM
- 参天製薬・FX Neo
- バンダイナムコゲームス
- 明星食品・一平ちゃん夜店の焼きそば